# Szásznádas

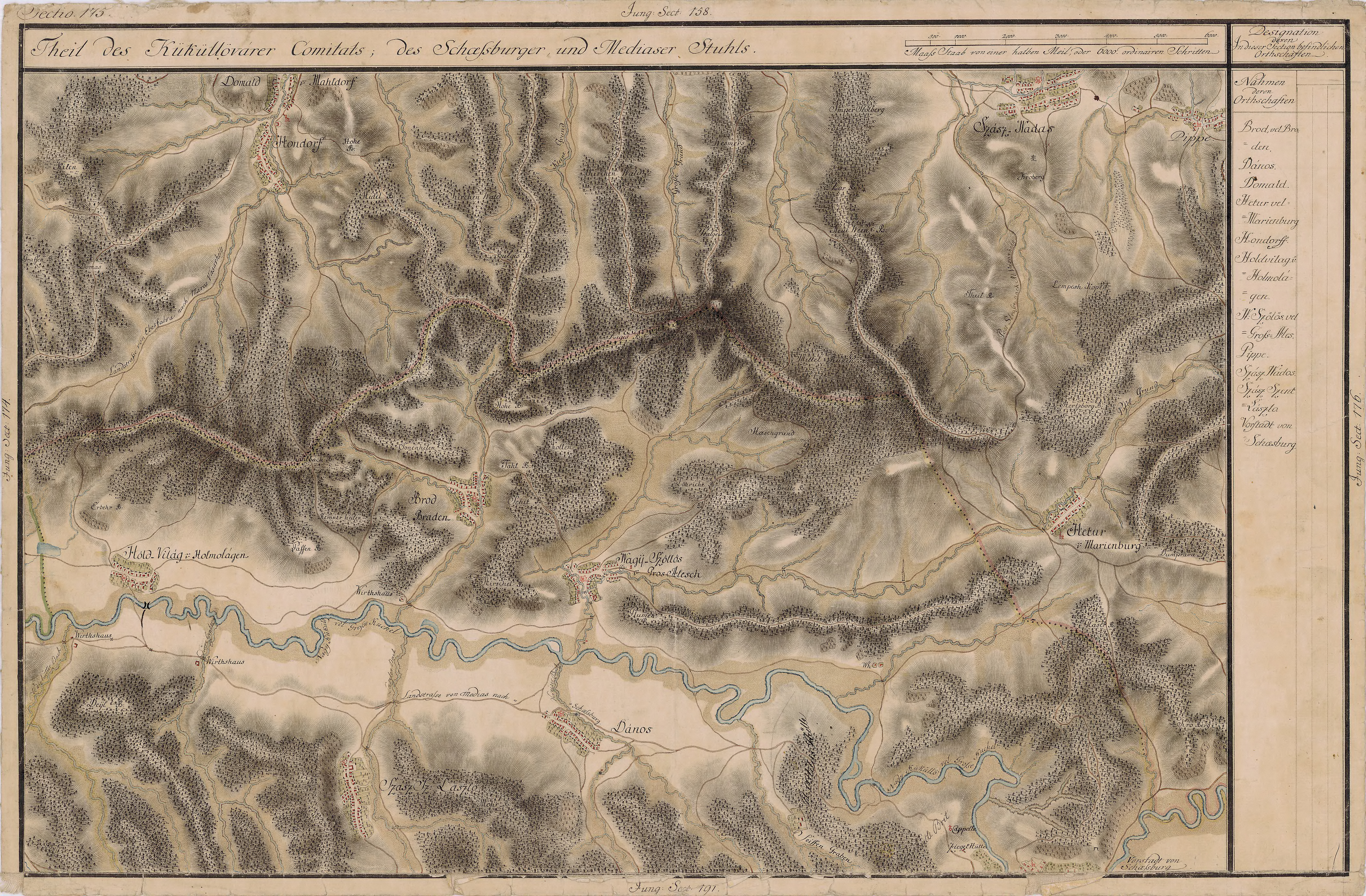
Szásznádas környéke a 18. században

Szásznádas (románul: Nadeș ['nadeʃ], korábban Nadeșul Săsesc, Nădașul Săsesc vagy Nadeșa, németül: Nadesch) falu Romániában, Maros megyében.

## Fekvése
Segesvártól 12 km-re északnyugatra, a Nádas-patak mellett, dombvidéken fekszik. A község területének legmagasabb pontja 678 méterrel emelkedik a tengerszint fölé.

## Története
1301-ben terra Nadas, 1411-ben Nadasd, 1750-ben Nados, 1760–62-ben Szász-Nádas néven említették. 1309-ből Ulrichus nevű plébánosáról és Szent Mártonnak szentelt egyházáról van adatunk. Bár szászokkal települt be, Küküllő vármegye területére esett, és mint jobbágyfalu gyakran váltogatta birtokosait. 1448-ban lett Hunyadi János birtoka. Lakóit Brandenburgi Katalin 1630-ban erősítette meg jogukban, hogy szabadon használhassák a határában fekvő erdőket, legelőket, halastavakat. I. Rákóczi Györgytől 1639-ben arra is jogot kaptak, hogy a faluban férjhez menő lányaik számára hozományként kihasíthassák jobbágytelkük egy részét. 1720-ban 154 családot és két malmot, 1784–85-ben 328 családot írtak össze benne. A század első felében költöztek be első román lakosai, akiknek iskolájáról 1755-ből való az első feljegyzés. 1722 és 1876 között járási székhely volt.
Lakói a 18. században állandó harcot vívtak a birtokos nemesekkel szabadparaszti jogállásuk kivívásáért. Egy nemes 1650-ben letartóztatott egy özvegyet, amiért az fiát munka helyett iskolába küldte. A század közepén vezető szerepet vállalt a tizenhárom Küküllő vármegyei szász falu perében, és külön-külön is pereket indított a nemesi birtokosok ellen. Több beadványt intézett a Guberniumhoz, követei többször jártak a bécsi udvarban. A tizenhárom falu második memorandumát 1785-ben Mathias Zoch nádasi lelkész adta át II. Józsefnek. 1765-ben felkelés tört ki a nemesek visszaélései ellen, két hónapig katonaság tartotta megszállva. 1784-ben, a Horea-felkelés hírére lakói gyűjtést rendeztek, hogy fegyvereket vásároljanak. Három lakosa ellen a vármegyei hatóságok indítottak eljárást. 1795-ben újabb felkelés tört ki, ekkor az öregek tanácsának tizenhárom tagját 10–17 hétig börtönben tartották fogva.
1805-ben 133 szász és 68 román jobbágy, kilenc szabad paraszt és nyolc cigány családfő, 1820-ban negyven földesúr, 277 jobbágy, 14 zsellér és hét szabados családfő lakta. 1830-ban nyert szabadalmat országos (éves) vásár tartására. Stephan Ludwig Roth 1848-ban szász és román lándzsás felkelő csapatot toborozott környékén, akik hetekig táboroztak a településen. Szász lakóit 1849 márciusában egy marosvásárhelyi vadászcsapat fegyverezte le. 1876-ban csatolták Kis-Küküllő vármegye Erzsébetvárosi járásához. Egy az 1880-as évekből származó leírás szerint szász lakói minden évben megemlékeztek a szászok betelepüléséről. A legények zarándoknak öltöztek, hosszú köpenybe bújva, derekukon kötéllel, kezükben bottal egy zászló körül gyülekeztek. Ezután egy idős férfi által vert dob szava mellett végigjárták az utcákat. Minden ház udvarára betértek, ott táncoltak, inni-enni kaptak, és csak este széledtek szét, miután az egész falut bejárták. Az 1890-es években sok, korábban az akkori Romániába kivándorolt román család tért vissza a faluba. 1895-ben 5 956 holdas határának 30%-a volt szántóföld, 27%-a erdő, 24%-a rét, 11%-a legelő és 4%-a szőlő. A falusiak 832 szarvasmarhát, 781 disznót, 405 juhot, 148 kaptár méhet, 118 lovat és 100 kecskét tartottak.
Határában 1931 óta földgázt termelnek ki, a kitermelt mennyiség 1938-ban 5 millió 576 ezer km³-re rúgott. 1945 tavaszán a Szovjetunióba hurcolt és házukból kilakoltatott szászok helyére szigethegységi románokat telepítettek.
1910-ben 1519 lakosából 908 volt német, 366 román, 147 magyar és 98 cigány anyanyelvű; 907 evangélikus, 457 ortodox, 68 római katolikus és 39 református vallású.
2002-ben 1228 lakosából 669 volt román, 275 magyar, 262 cigány és 22 német nemzetiségű; 909 ortodox, 157 unitárius, 77 római katolikus, 38 református és 25 evangélikus.

## Híres emberek
- Itt született 1829-ben Franz Friedrich Fronius természetbúvár.
- Itt halt meg 1881-ben Georg Friedrich Marienburg szász filológus.
- Itt született 1931-ben Jakab Sámuel geológus, földrajzi szakíró.

## Látnivalók
- Erődített szász evangélikus temploma 14. századi eredetű. 1475-ben teljesen újjáépítették, de román stílusú kapuzata megmaradt. Mai formáját 1851–1853-ban kapta. 1470-ben öntött harangjának felirata – „helf pot maria berot” – a legkorábbi fennmaradt német nyelvű harangfelirat Erdélyben. A 16. században erődítették, négy bástyatornya közül kettő maradt fenn.
- Nemesi udvarházainak egy része ma is áll.
- Szász evangélikus parókia (1771–1789).
- A helyi szájhagyomány úgy tudja, hogy a nagyszőlősi csata után a faluban, a mai ortodox temető közepén, a későbbi Vass-kripta helyén temették el Kemény János erdélyi fejedelmet.[4]

## Gazdaság
- Földgázkitermelés.
- Faipar.
- Textilipar.
- Rozsdamentes acélszerkezetek gyártása.[5]
- Autófelszerelési cikkek nagykereskedelme.[6]